# Sommethonne
Sommethonne (Gaumais: Soum'toûn, Waals: Soumtône) is een dorp in de Belgische provincie Luxemburg en een deelgemeente van Meix-devant-Virton in het arrondissement Virton.
Sommethonne ligt aan de Thonne.

## Geschiedenis
Op het eind van het ancien régime werd Sommethonne een gemeente. In 1823 werden bij grote gemeentelijke herindelingen in Luxemburg veel kleine gemeenten samengevoegd. Sommethonne werd, net als Robelmont, opgeheven en bij Villers-la-Loue gevoegd.
In 1841 was Robelmont alweer afgesplitst en in 1878 werd ook Sommethonne weer afgesplitst als zelfstandig gemeente.
Bij de gemeentelijke herindeling van 1977 werd Sommethonne een deelgemeente van Meix-devant-Virton.

## Demografische ontwikkeling
- Bronnen:NIS, Opm:1831 tot en met 1970=volkstellingen

## Bezienswaardigheden
- De Église Saint-Maurice

Deelgemeenten: Gérouville · Meix-devant-Virton · Robelmont · Sommethonne · Villers-la-Loue

Overige dorpen: Belle Vue · Berchiwé · Houdrigny · Limes

Belgische gemeenten · Arrondissement Virton · Luxemburg · Wallonië